# Paederia pospischilii
Paederia pospischilii är en måreväxtart som beskrevs av Karl Moritz Schumann. Paederia pospischilii ingår i släktet Paederia och familjen måreväxter. Inga underarter finns listade i Catalogue of Life.